# Gösta Lemon
Carl Gösta Lemon, född 27 oktober 1874 i Stockholm, död 19 mars 1946 i Saltsjöbaden, var en svensk militärmusiker och sjukgymnast.
Lemon, som var son till en köpman, var musikelev vid Livgardet till häst och avlade sjukgymnastexamen 1898. Han var kapellmästare vid Skånska dragonregementet i Ystad 1903–1913 och tubaist i Stockholms Konsertförening 1914–1937. Han var ordförande i Svenska musikerförbundet 1913–1940, i Svensk Musikerförening från 1925. 
Lemon var stiftare av Nordisk musikerunion 1915, dess president 1919–1922 och 1931–1934 och tog initiativ till bildandet av Nordiska centraleuropeiska musikerunionen 1922. Han var ombud vid internationella kongresser, invaldes som associé av Kungliga Musikaliska Akademien 1932 och var hedersledamot i Finlands, Norges och Österrikes musikerförbund.
Gösta Lemon är begravd på Norra begravningsplatsen utanför Stockholm.